# 산투티르수

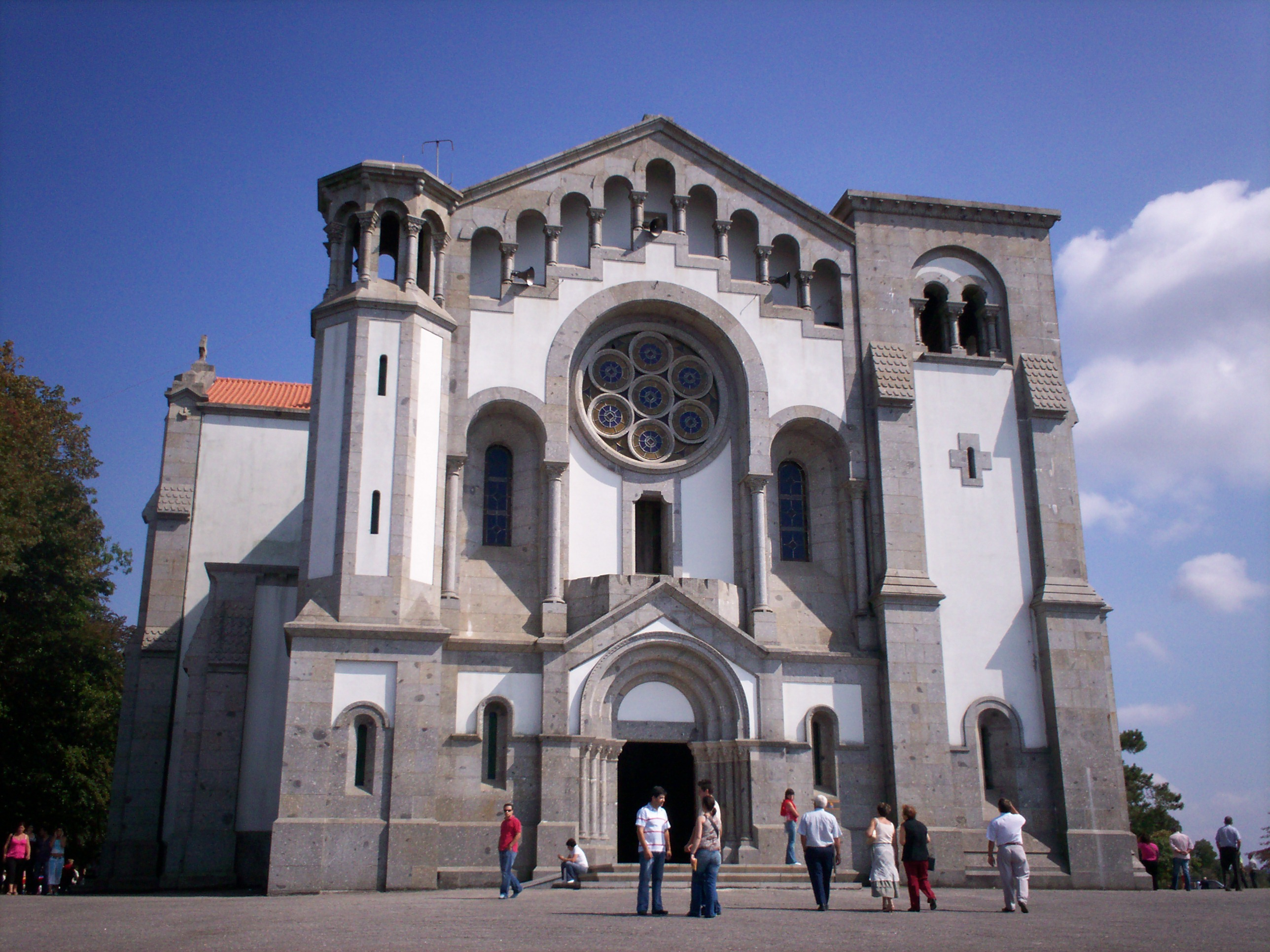
산투티르수

산투티르수(포르투갈어: Santo Tirso)는 포르투갈 포르투 현에 위치한 도시로 면적은 136.60km2, 인구는 71,530명(2011년 기준), 인구 밀도는 520명/km2이다.

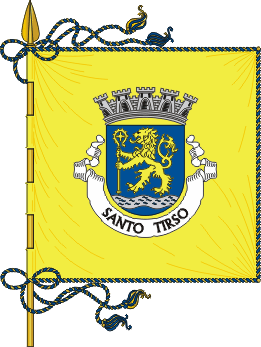
시기
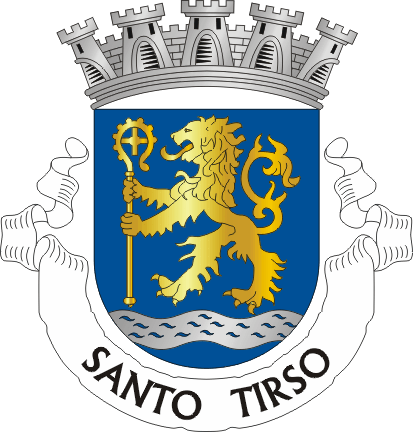
시 문장